# Thornstar
| Оценки критиков | Оценки критиков |
| Источник        | Оценка          |
| --------------- | --------------- |
| Laut.de         | [ 2 ]           |
| Metal.de        | [ 3 ]           |
| Metal-hammer.de | [ 4 ]           |

Thornstar — шестой студийный альбом немецкой группы Lord Of The Lost, выпущенный 3 августа 2018 года под звукозаписывающим лейблом Napalm Records.

## Список композиций
CD 1:
| №                   | Название                              | Длительность |
| ------------------- | ------------------------------------- | ------------ |
| 1.                  | «On This Rock I Will Build My Church» | 4:35         |
| 2.                  | «Loreley»                             | 3:41         |
| 3.                  | «Black Halo»                          | 4:26         |
| 4.                  | «In Our Hands»                        | 4:09         |
| 5.                  | «Morgana»                             | 3:45         |
| 6.                  | «Haythor»                             | 4:46         |
| 7.                  | «Naxxar»                              | 4:40         |
| 8.                  | «Cut Me Out»                          | 5:30         |
| 9.                  | «The Mortarian»                       | 4:31         |
| 10.                 | «Under The Sun»                       | 4:51         |
| 11.                 | «In Darkness, In Light»               | 4:54         |
| 12.                 | «Forevermore»                         | 4:20         |
| 13.                 | «Ruins»                               | 5:58         |
| Общая длительность: | Общая длительность:                   | 1:00:06      |

CD2 — Thornstar Redux:
| №                   | Название               | Длительность |
| ------------------- | ---------------------- | ------------ |
| 1.                  | «Abracadabra»          | 3:45         |
| 2.                  | «Voodoo Doll»          | 4:07         |
| 3.                  | «The Art Of Love»      | 4:59         |
| 4.                  | «Lily Of The Vale»     | 3:58         |
| 5.                  | «Penta»                | 3:52         |
| 6.                  | «Free Radicals»        | 3:32         |
| 7.                  | «Live Pray Die Repeat» | 4:40         |
| Общая длительность: | Общая длительность:    | 28:53        |

## Клипы
- «On This Rock I Will Build My Church» (2018)
- «Morgana» (2018)
- «Haythor» (2018)
- «Black Halo» (2018)
- «Forevermore» (2018)
- «Loreley» (2019)
- «Voodoo Doll» (2019)
- «Ruins» (2019)

## Позиции в чартах
| Страна    | Позиция |
| --------- | ------- |
| Германия  | 6       |
| Швейцария | 57      |